# Говард Вілкінсон
Говард Вілкінсон (англ. Howard Wilkinson; нар. 13 листопада 1943, Шеффілд) — англійський футболіст, півзахисник. Після завершення ігрової кар'єри — футбольний тренер.
Як гравець насамперед відомий виступами за клуби «Шеффілд Венсдей», «Брайтон енд Хоув» та «Бостон Юнайтед».

## Ігрова кар'єра
У дорослому футболі дебютував виступами за клуби «Халлам» та «Шеффілд Юнайтед», після чого перейшов у «Шеффілд Венсдей», за якій провів чотири сезони, взявши участь у 22 матчах чемпіонату.
Своєю грою за цю команду привернув увагу представників тренерського штабу клубу «Брайтон енд Хоув», до складу якого приєднався 1966 року. Відіграв за клуб з Брайтона наступні п'ять сезонів своєї ігрової кар'єри. Більшість часу, проведеного у складі «Брайтон енд Хоув», був основним гравцем команди.
1971 року перейшов до клубу «Бостон Юнайтед», за який відіграв 6 сезонів. Граючи у складі «Бостон Юнайтед» також здебільшого виходив на поле в основному складі команди. Завершив професійну кар'єру футболіста виступами за команду «Бостон Юнайтед» у 1977 році

## Кар'єра тренера
Розпочав тренерську кар'єру 1975 року, ставши граючим тренером клубу «Бостон Юнайтед».
Надалі очолював клуби «Ноттс Каунті», «Шеффілд Венсдей», «Лідс Юнайтед», «Сандерленд», а також молодіжну збірну Англії. Крім того двічі був виконувачем обов'язків тренер збірної Англії.
Наразі останнім місцем тренерської роботи був клуб «Шанхай Шеньхуа», команду якого Говард Вілкінсон очолював як головний тренер 2004 року.

### Статистика
| Клуб                    | Країна | З            | По            | Результат | Результат | Результат | Результат | Результат |
| І                       | В      | Н            | П             | В %       |           |           |           |           |
| ----------------------- | ------ | ------------ | ------------- | --------- | --------- | --------- | --------- | --------- |
| «Бостон Юнайтед»        | Англія | Лютий 1975   | Листопад 1976 | 101       | 50        | 30        | 21        | 49,50     |
| «Ноттс Каунті»          | Англія | Липень 1982  | Червень 1983  | 44        | 17        | 7         | 20        | 38,64     |
| «Шеффілд Венсдей»       | Англія | Червень 1983 | Жовтень 1988  | 255       | 114       | 68        | 73        | 44,71     |
| «Лідс Юнайтед»          | Англія | Жовтень 1988 | Вересень 1996 | 400       | 173       | 115       | 112       | 43,25     |
| Збірна Англії           | Англія | 1999         | 1999          | 1         | 0         | 0         | 1         | 0,0       |
| Молодіжна збірна Англії | Англія | 1999         | 2001          | ?         | ?         | ?         | ?         | ?         |
| Збірна Англії           | Англія | 2000         | 2000          | 1         | 0         | 0         | 1         | 0,0       |
| «Сандерленд»            | Англія | Жовтень 2002 | Березень 2003 | 27        | 4         | 8         | 15        | 14,81     |
| «Шанхай Шеньхуа»        | КНР    | 2004         | 2004          | 6         | 5         | 0         | 1         | 83,33     |

## Досягнення
- Чемпіон Англії: 1992
- Володар Суперкубка Англії: 1992
- Тренер року в Англії: 1992
- Фіналіст Кубку Ліги: 1996